# エリートセリエン
エリートセリエン (Elitserien) は、スウェーデンにおける野球のトップリーグである。
スウェーデン野球・ソフトボール連盟により運営されている。

## 概要
1963年にリーグ創設。
スウェーデンの気候の関係上、試合数は少ない。例年は4月下旬から8月中旬にかけてレギュラーシーズン20～26試合を戦い、8月下旬に行われるプレーオフで年間王者を決定する。
参加チームは6～8チームで、年によって変動する。
下部組織にマイナーリーグが存在する。

## 参加チーム
2020年現在。
北部グループ
- ラトヴィック・ブッチャーズ（Rättvik Butchers）
- スンツヴァル・モスキートス（Sundsvall Mosquitoes）
- レクサンド・ランバージャックス（Leksand Lumberjacks）

南部グループ
- セルヴェスボリ・ファイアホークス（Sölvesborg Firehawks）
- サンドバイバーグ・ヒート（Sundbyberg Heat）
- ストックホルム・モナークス（Stockholm Monarchs）
- カルスコーガ・バッツ（Karlskoga Bats）